# 北海道道415号音更停車場線
北海道道415号音更停車場線（ほっかいどうどう415ごう おとふけていしゃじょうせん）は、北海道河東郡音更町内を結ぶ一般道道である。

## 概要

### 路線データ
- 起点：北海道河東郡音更町大通5丁目（旧国鉄 士幌線 音更駅跡）
- 終点：北海道河東郡音更町大通5丁目（北海道道133号音更新得線交点）
- 総距離：0.1 km

## 歴史
- 1961年（昭和36年）3月31日 - 路線認定[1]。

## 地理

### 通過する自治体
- 十勝総合振興局
  - 河東郡音更町

### 主な接続道路
音更町
- 北海道道133号音更新得線 - 大通5丁目（終点）